# Kantons van Aveyron
Het Franse departement Aveyron (12) omvat, sinds de hervorming van de kantons die bij wet doorgevoerd werd in 2013 en voor het eerst toegepast bij de departementsverkiezingen van maart 2015, nog 23 in plaats van 46 kantons. In een aantal gevallen werden afgeschafte kantons in hun geheel toegevoegd aan reeds bestaande kantons, in andere gevallen werden de gemeenten van afgeschafte kantons verdeeld over verschillende bestaande kantons of werden geheel nieuwe kantons gevormd.

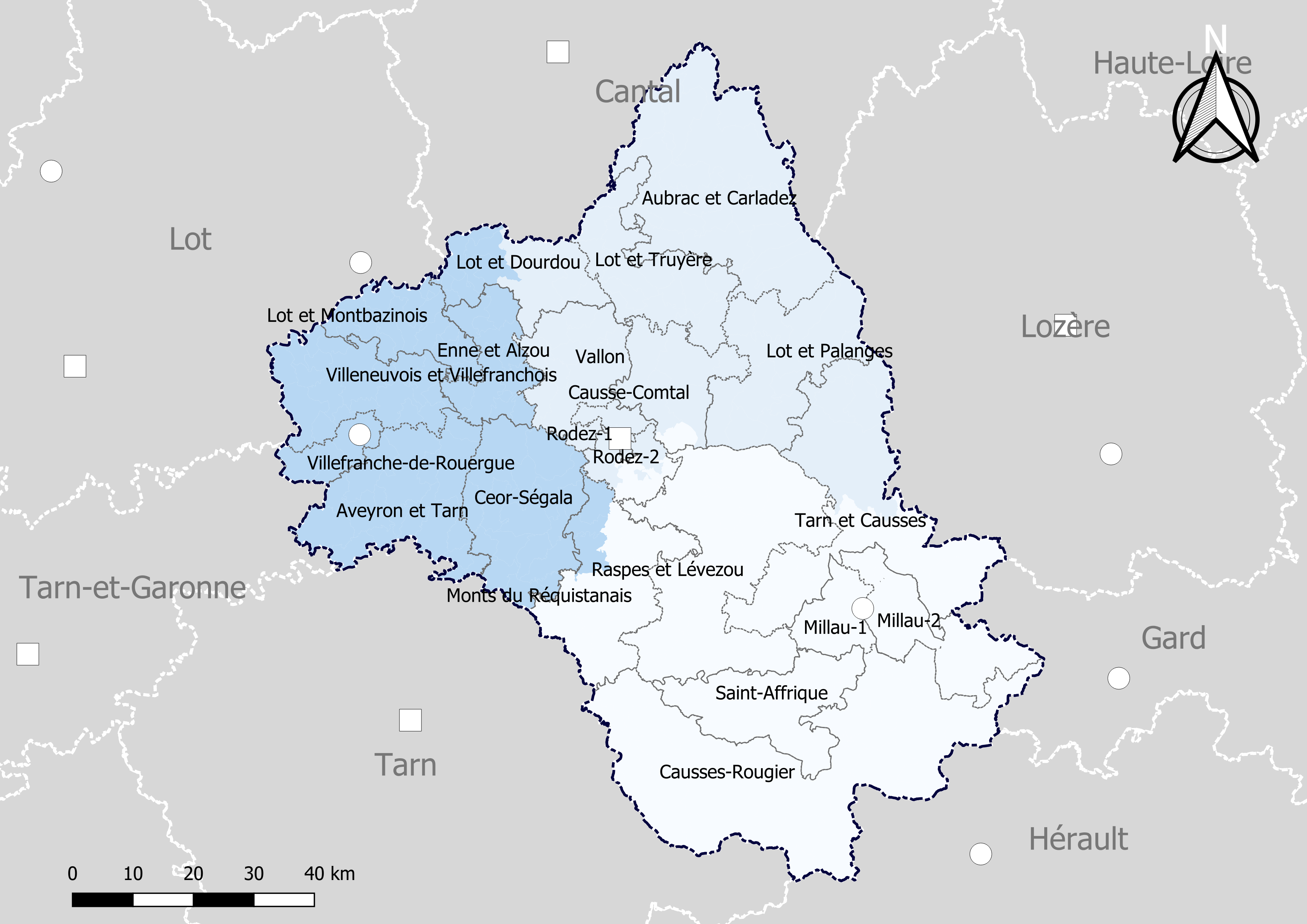
Kantons van het departement Aveyron, met de arrondissementen in blauwtinten - Toestand 1 januari 2019

Het beoogde doel van de hervorming was kantons te vormen die naar inwoneraantal vergelijkbaar groot zijn (maximaal 20% afwijking van het gemiddelde voor het departement) zodat de vertegenwoordiging van elk kanton in de departementsraad (twee als koppel verkozen raadsleden per kanton) voortaan ook ongeveer een gelijk aantal inwoners zou vertegenwoordigen.
Het gemiddelde inwoneraantal voor een kanton in het departement bedraagt na de hervorming ongeveer 12.100 (pop. municipale 2013). De grootste afwijkingen hiervan zijn er voor Kanton Millau-2 (+22%) en Kanton Lot et Truyère (-16%).

## Kantons van het departement Aveyron na de hervorming van 2013
Bij de hervorming van de kantons werd geen rekening gehouden met de bestaande arrondissementsgrenzen, als gevolg hiervan liggen kantons niet langer steeds binnen eenzelfde arrondissement.
| Kanton | Kanton                                | Inwoners 2013* | Aantal gemeenten |
| ------ | ------------------------------------- | -------------- | ---------------- |
| 1      | Kanton Aubrac et Carladez             | 10.292         | 26               |
| 2      | Kanton Aveyron et Tarn                | 10.760         | 19               |
| 3      | Kanton Causse-Comtal                  | 11.510         | 7                |
| 4      | Kanton Causses-Rougiers               | 11.536         | 43               |
| 5      | Kanton Ceor-Ségala                    | 13.922         | 18               |
| 6      | Kanton Enne et Alzou                  | 13.394         | 11               |
| 7      | Kanton Lot et Dourdou                 | 13.992         | 14               |
| 8      | Kanton Lot et Montbazinois            | 11.677         | 16               |
| 9      | Kanton Lot et Palanges                | 10.231         | 17               |
| 10     | Kanton Lot et Truyère                 | 10.099         | 14               |
| 11     | Kanton Millau-1                       | 14.187         | 4                |
| 12     | Kanton Millau-2                       | 14.685         | 6                |
| 13     | Kanton Monts du Réquistanais          | 10.616         | 14               |
| 14     | Kanton Nord-Lévezou                   | 13.151         | 4                |
| 15     | Kanton Raspes et Lévezou              | 10.933         | 22               |
| 16     | Kanton Rodez-1                        | 11.577         | 1                |
| 17     | Kanton Rodez-2                        | 12.071         | 2                |
| 18     | Kanton Rodez-Onet                     | 13.823         | 2                |
| 19     | Kanton Saint-Affrique                 | 12.826         | 11               |
| 20     | Kanton Tarn et Causses                | 10.287         | 22               |
| 21     | Kanton Vallon                         | 12.097         | 11               |
| 22     | Kanton Villefranche-de-Rouergue       | 13.383         | 3                |
| 23     | Kanton Villeneuvois et Villefranchois | 10.691         | 20               |

Bron: INSEE - *Inwoners 2013 = Population municipale

## Kantons van het departement Aveyron voor de hervorming van 2013
| Arrondissement | Arrondissement           | Kanton | Kanton                       |
| -------------- | ------------------------ | ------ | ---------------------------- |
| 3              | Villefranche-de-Rouergue | 1      | Aubin                        |
| 1              | Millau                   | 2      | Belmont-sur-Rance            |
| 2              | Rodez                    | 3      | Bozouls                      |
| 1              | Millau                   | 4      | Camarès                      |
| 1              | Millau                   | 5      | Campagnac                    |
| 3              | Villefranche-de-Rouergue | 6      | Capdenac-Gare                |
| 2              | Rodez                    | 7      | Cassagnes-Bégonhès           |
| 2              | Rodez                    | 8      | Conques                      |
| 1              | Millau                   | 9      | Cornus                       |
| 3              | Villefranche-de-Rouergue | 10     | Decazeville                  |
| 2              | Rodez                    | 11     | Entraygues-sur-Truyère       |
| 2              | Rodez                    | 12     | Espalion                     |
| 2              | Rodez                    | 13     | Estaing                      |
| 2              | Rodez                    | 14     | Laguiole                     |
| 2              | Rodez                    | 15     | Laissac                      |
| 2              | Rodez                    | 16     | Marcillac-Vallon             |
| 1              | Millau                   | 17     | Millau-Est                   |
| 3              | Villefranche-de-Rouergue | 18     | Montbazens                   |
| 2              | Rodez                    | 19     | Mur-de-Barrez                |
| 3              | Villefranche-de-Rouergue | 20     | Najac                        |
| 1              | Millau                   | 21     | Nant                         |
| 2              | Rodez                    | 22     | Naucelle                     |
| 1              | Millau                   | 23     | Peyreleau                    |
| 2              | Rodez                    | 24     | Pont-de-Salars               |
| 2              | Rodez                    | 25     | Réquista                     |
| 3              | Villefranche-de-Rouergue | 26     | Rieupeyroux                  |
| 2              | Rodez                    | 27     | Rignac                       |
| 2              | Rodez                    | 28     | Rodez-Est                    |
| 1              | Millau                   | 29     | Saint-Affrique               |
| 2              | Rodez                    | 30     | Saint-Amans-des-Cots         |
| 1              | Millau                   | 31     | Saint-Beauzély               |
| 2              | Rodez                    | 32     | Saint-Chély-d'Aubrac         |
| 2              | Rodez                    | 33     | Sainte-Geneviève-sur-Argence |
| 2              | Rodez                    | 34     | Saint-Geniez-d'Olt           |
| 1              | Millau                   | 35     | Saint-Rome-de-Tarn           |
| 1              | Millau                   | 36     | Saint-Sernin-sur-Rance       |
| 1              | Millau                   | 37     | Salles-Curan                 |
| 2              | Rodez                    | 38     | La Salvetat-Peyralès         |
| 2              | Rodez                    | 39     | Baraqueville-Sauveterre      |
| 1              | Millau                   | 40     | Sévérac-le-Château           |
| 1              | Millau                   | 41     | Vézins-de-Lévézou            |
| 3              | Villefranche-de-Rouergue | 42     | Villefranche-de-Rouergue     |
| 3              | Villefranche-de-Rouergue | 43     | Villeneuve                   |
| 1              | Millau                   | 44     | Millau-Ouest                 |
| 2              | Rodez                    | 45     | Rodez-Ouest                  |
| 2              | Rodez                    | 46     | Rodez-Nord                   |